# Soembawalijster
De soembawalijster of kastanjeruglijster (Geokichla dohertyi; synoniem: Zoothera dohertyi) is een zangvogel uit de familie Turdidae (lijsters). De vogel werd in 1896 door Ernst Hartert beschreven en als eerbetoon vernoemd naar de Amerikaanse verzamelaar William Doherty.

## Verspreiding en leefgebied
Deze soort is endemisch op de Kleine Soenda-eilanden.